# Біоконверсія
Біоконверсія (англ. bioconversion; нім. Biokonversion) — біологічний процес трансформації бактеріями і грибами (мікро- та макроміцети) високомолекулярних вуглецевих сполук. Біоконверсія твердих горючих копалин здійснюється з метою біогазифікації, біовилуговування, скраплення вугілля, окиснення метану, а також для вилучення концентратів поліметалів з розсипів.